# Amt Kirchspielslandgemeinde Wesselburen

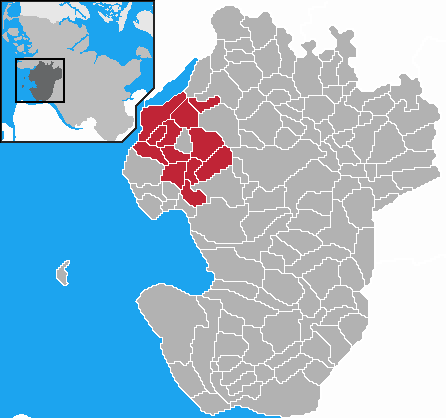
Lage des ehem. Amtes KLG Wesselburen im Kreis Dithmarschen

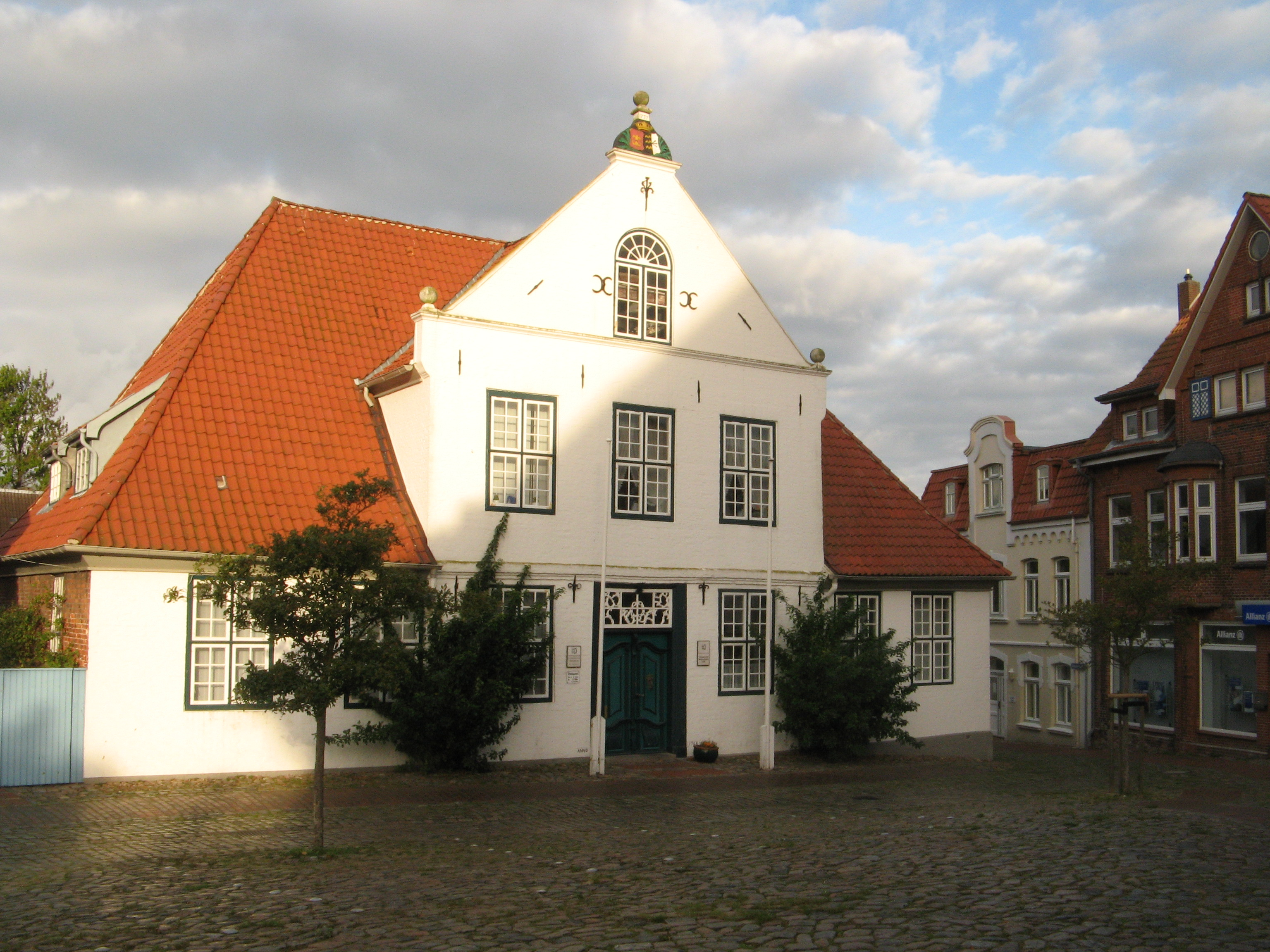
Ehemalige Amtsverwaltung in Wesselburen

Das Amt Kirchspielslandgemeinde Wesselburen war ein Amt im Kreis Dithmarschen in Schleswig-Holstein mit Verwaltungssitz in der Stadt Wesselburen, die selbst nicht dem Amt angehörte. 
Zum 1. Januar 2008 trat die Gemeinde Norderwöhrden aus dem Amt aus und schloss sich dem neu gebildeten Amt Kirchspielslandgemeinde Heider Umland an. Zum 25. Mai 2008 haben sich die restlichen Gemeinden des Amtes mit der Stadt Wesselburen und den Gemeinden des Amtes Kirchspielslandgemeinde Büsum zum Amt Büsum-Wesselburen zusammengeschlossen. 
Das Amt hatte eine Fläche von gut 110 km² und zuletzt rund 3400 Einwohner (einschl. Norderwöhrden) in den Gemeinden
1. Friedrichsgabekoog
2. Hellschen-Heringsand-Unterschaar
3. Hillgroven
4. Norddeich
5. Norderwöhrden
6. Oesterwurth
7. Reinsbüttel
8. Schülp
9. Strübbel
10. Süderdeich
11. Wesselburener Deichhausen
12. Wesselburenerkoog